# Lijst van nummer 1-albums in de Nederlandse Album Top 100 in 1973
Onderstaande albums stonden in 1973 op nummer 1 in de Hilversum 3 LP Top 10, de voorloper van de huidige Nederlandse Album Top 100. De LP Top 10 werd wekelijks samengesteld door de NOS.
| Nummer | Datum        | Artiest                                                          | Titel                                   | Opmerking                 |
| ------ | ------------ | ---------------------------------------------------------------- | --------------------------------------- | ------------------------- |
| 41     | 6 januari    | Diverse artiesten                                                | Alle 13 goed! 4                         | Verzamelalbum             |
| 42     | 13 januari   | The London Symphony Orchestra & Chambre Choir with guest soloist | Tommy - Rock opera                      |                           |
|        | 20 januari   | The London Symphony Orchestra & Chambre Choir with guest soloist | Tommy - Rock opera                      |                           |
|        | 27 januari   | The London Symphony Orchestra & Chambre Choir with guest soloist | Tommy - Rock opera                      |                           |
| 43     | 3 februari   | Jaap Dekker Boogie Set                                           | Nursery rhymes                          |                           |
|        | 10 februari  | Jaap Dekker Boogie Set                                           | Nursery rhymes                          |                           |
|        | 17 februari  | Jaap Dekker Boogie Set                                           | Nursery rhymes                          |                           |
| 44     | 24 februari  | Thijs van Leer                                                   | Introspection                           |                           |
|        | 3 maart      | Thijs van Leer                                                   | Introspection                           |                           |
|        | 10 maart     | Thijs van Leer                                                   | Introspection                           |                           |
| 45     | 17 maart     | Alice Cooper                                                     | Billion dollar babies                   |                           |
|        | 24 maart     | Alice Cooper                                                     | Billion dollar babies                   |                           |
|        | 31 maart     | Alice Cooper                                                     | Billion dollar babies                   |                           |
|        | 7 april      | Alice Cooper                                                     | Billion dollar babies                   |                           |
|        | 14 april     | Alice Cooper                                                     | Billion dollar babies                   |                           |
|        | 21 april     | Alice Cooper                                                     | Billion dollar babies                   |                           |
|        | 28 april     | Alice Cooper                                                     | Billion dollar babies                   |                           |
|        | 5 mei        | Alice Cooper                                                     | Billion dollar babies                   |                           |
|        | 12 mei       | Alice Cooper                                                     | Billion dollar babies                   |                           |
| 46     | 19 mei       | Diverse artiesten                                                | Alle 13 goed! 5                         | Verzamelalbum             |
|        | 26 mei       | Diverse artiesten                                                | Alle 13 goed! 5                         | Verzamelalbum             |
|        | 2 juni       | Diverse artiesten                                                | Alle 13 goed! 5                         | Verzamelalbum             |
|        | 9 juni       | Diverse artiesten                                                | Alle 13 goed! 5                         | Verzamelalbum             |
|        | 16 juni      | Diverse artiesten                                                | Alle 13 goed! 5                         | Verzamelalbum             |
|        | 23 juni      | Diverse artiesten                                                | Alle 13 goed! 5                         | Verzamelalbum             |
| 47     | 30 juni      | Diverse artiesten                                                | 20 Fantastic hits by the original stars | Verzamelalbum             |
|        | 7 juli       | Diverse artiesten                                                | 20 Fantastic hits by the original stars | Verzamelalbum             |
|        | 14 juli      | Diverse artiesten                                                | 20 Fantastic hits by the original stars | Verzamelalbum             |
|        | 21 juli      | Diverse artiesten                                                | 20 Fantastic hits by the original stars | Verzamelalbum             |
|        | 28 juli      | Diverse artiesten                                                | 20 Fantastic hits by the original stars | Verzamelalbum             |
| 48     | 4 augustus   | Fred Stuger                                                      | When stones are rolling                 |                           |
|        | 11 augustus  | Fred Stuger                                                      | When stones are rolling                 |                           |
|        | 18 augustus  | Fred Stuger                                                      | When stones are rolling                 |                           |
|        | 25 augustus  | Fred Stuger                                                      | When stones are rolling                 |                           |
|        | 1 september  | Fred Stuger                                                      | When stones are rolling                 |                           |
|        | 8 september  | Fred Stuger                                                      | When stones are rolling                 |                           |
|        | 15 september | Fred Stuger                                                      | When stones are rolling                 |                           |
| 49     | 22 september | Demis Roussos                                                    | Forever and Ever                        |                           |
| 50     | 29 september | Golden Earring                                                   | Moontan                                 |                           |
| 49     | 6 oktober    | Demis Roussos                                                    | Forever and Ever                        |                           |
|        | 13 oktober   | Demis Roussos                                                    | Forever and Ever                        |                           |
|        | 20 oktober   | Demis Roussos                                                    | Forever and Ever                        |                           |
| 51     | 27 oktober   | The Rolling Stones                                               | Goats head soup                         |                           |
| 49     | 3 november   | Demis Roussos                                                    | Forever and Ever                        |                           |
|        | 10 november  | Demis Roussos                                                    | Forever and Ever                        |                           |
|        | 17 november  | Demis Roussos                                                    | Forever and Ever                        |                           |
|        | 24 november  | Demis Roussos                                                    | Forever and Ever                        |                           |
| 52     | 1 december   | Diverse artiesten                                                | 20 Flash back greats of the sixties     | Verzamelalbum             |
|        | 8 december   | Diverse artiesten                                                | 20 Flash back greats of the sixties     | Verzamelalbum             |
|        | 15 december  | Diverse artiesten                                                | 20 Flash back greats of the sixties     | Verzamelalbum             |
|        | 22 december  | Diverse artiesten                                                | 20 Flash back greats of the sixties     | Verzamelalbum             |
|        | 29 december  | geen LP Top 10 verschenen                                        | geen LP Top 10 verschenen               | geen LP Top 10 verschenen |